# Estación de El Torcal
El Torcal es una estación de la línea 2 del Metro de Málaga. Se sitúa en la Avenida de Velázquez, en el barrio de El Torcal del distrito Carretera de Cádiz de Málaga capital, España.

## Historia
Las obras de la estación comenzaron en el año 2006 y acabaron en 2009. Inicialmente iba a ser llamada Estación de Las Delicias.

### Apertura
Fue inaugurada junto al resto de tramos originales de la red el 30 de julio de 2014.

## Situación
La estación de El Torcal se encuentra situada en la avenida Velázquez (conocida popularmente como la carretera de Cádiz) a la altura de los números 8-10, entre los cruces con calle Gaucín y Frigiliana al oeste y la avenida de la Paloma al este. Está emplazada en el barrio de El Torcal. 
El Torcal da servicio a la barriada homónima, a los barrios limítrofes de Haza Honda, San Carlos Condote y la barriada Girón. También están próximas a la barriada de Las Delicias y el Parque Mediterráneo. 

## Características
La estación se compone de dos niveles subterráneos, el primero es un vestíbulo donde se encuentran las máquinas expendedoras de billetes y los tornos de entrada, mientras que en el nivel inferior están los andenes. Cuenta con un andén central y dos vías.

## Accesos
- Ascensor: Avenida de Velázquez, 8-10
- Avenida de Velázquez, 8-10 (en la acera norte)

## Líneas y conexiones

### Metro
| << cabecera    | < estación      | LÍNEA | LÍNEA | LÍNEA | estación >    | cabecera >>             |
| Hospital Civil | Princesa-Huelin |       |       |       | La Luz-La Paz | Palacio de los Deportes |

### Autobuses
| Diurnos   |                         |                                     |
| Línea     | Dirección               | Parada                              |
| 3         | Puerta Blanca           | AVDA. DE VELÁZQUEZ - BDA. EL TORCAL |
| 5         | Guadalmar               | AVDA. DE VELÁZQUEZ - BDA. EL TORCAL |
| 9         | Churriana               | AVDA. DE VELÁZQUEZ - BDA. EL TORCAL |
| 10        | Churriana               | AVDA. DE VELÁZQUEZ - BDA. EL TORCAL |
| 22        | Universidad             | AVDA. DE VELÁZQUEZ - BDA. EL TORCAL |
| 27        | P.I. Guadalhorce        | AVDA. DE VELÁZQUEZ - BDA. EL TORCAL |
| 31        | Palacio de los Deportes | AVDA. DE VELÁZQUEZ - BDA. EL TORCAL |
| Nocturnos |                         |                                     |
| Línea     | Dirección               | Parada                              |
| N1        | Puerta Blanca           | AVDA. DE VELÁZQUEZ - BDA. EL TORCAL |

| Diurnos |                   |           |
| Línea   | Dirección         | Parada    |
| M-110   | Benalmádena Costa | EL TORCAL |
| M-113   | Fuengirola        | EL TORCAL |